# Oost-Kasaï

provinciegrenzen van 1966 tot 2015

Oost-Kasaï (Frans: Kasaï-Oriental) is een provincie van de Democratische Republiek Congo. De provincie bestond zowel voor als na de provinciale herindeling van 2015 maar had een verschillende oppervlakte en afgrenzing.
De oude provincie had een oppervlakte van 170.302 km² en had in 1998 4.951.000 inwoners wat een bevolkingsdichtheid van 29,1 inwoners per km² betekende. De hoofdstad was Mbuji-Mayi. In het westen werd de voormalige provincie Oost-Kasaï begrensd door de oude provincie West-Kasaï, door de oude Evenaarsprovincie in het noorden, in het oosten door Maniema en in het zuiden door het voormalige Katanga.

## Bestuurlijke herindeling
In de constitutie van 2005 werd voorzien dat de oude provincie wordt opgedeeld in drie nieuwe provincies,
waarbij alleen een gebied rondom de hoofdstad Mbuji-Mayi dezelfde naam blijft dragen. De rest wordt verdeeld in de nieuwe provincies Lomami (oostelijk) en Sankuru (noordelijk). De geplande datum was februari 2009, een datum die ruim werd overschreden. De provinciale herindeling ging uiteindelijk pas in juni 2015 in.
De nieuwe provincie Oost-Kasaï heeft een oppervlakte van 9.481 km² en 2.702.430 inwoners. De bevolkingsdichtheid ligt met 285 inwoners per km² eerder hoog. De hoofdstad is ook heden Mbuji-Mayi.
* = een stadsprovincie